# 锚蛋白
锚蛋白(ankyrin)，是膜细胞骨架的重要组成部分。词源来自希腊语的“錨”ἄγκυρα（ankyra）。
他的作用是介导整合膜蛋白和血影蛋白以共通维持细胞膜骨架的完整性，同时固定各种膜间蛋白。
锚蛋白具有与12个以上能供血影蛋白的 β 亚基和膜蛋白家族结合的位点。